# Traducción técnica
La traducción técnica es la traducción de escritos técnicos (manuales de propietario, guías de usuarios, etc.) o específicamente, textos que contienen una alta cantidad de terminología, como palabras o frases que son virtualmente utilizadas dentro de una profesión específica, o que describen esa profesión con muchos detalles. La traducción técnica cubre la traducción de muchas clases de textos especializados que requieren un alto nivel de destreza y conocimiento por parte de la persona de la terminología tratada.
La importancia de una terminología consistente en la traducción técnica, así como la naturaleza repetitiva y altamente formulativa de escritos técnicos hacen que la traducción asistida por computadora utilizando memorias de traducción y base de datos de términos sean especialmente apropiados. En su libro Technical translation, Jody Byrnes argumenta que la traducción técnica está muy relacionada con la comunicación técnica y que puede beneficiarse de los estudios en esta y otras áreas como la psicología cognitiva.